# Rivanj (Preko)
Rivanj es una localidad de Croacia en el ejido del municipio de Preko, condado de Zadar.

## Geografía
Se encuentra a una altitud de 48 m s. n. m. a 320 km de la capital nacional, Zagreb.

## Demografía
En el censo 2011 el total de población de la localidad fue de 31 habitantes.
| Gráfica de población de Rivanj 1857-2011                            |
|                                                                     |
| Según los censos de población de la oficina estadística de Croacia. |